# Konsulterna
Konsulterna - Kampen om Karolinska är en reportagebok av DN-journalisterna Anna Gustafsson och Lisa Röstlund om införandet av värdebaserad vård på Karolinska universitetssjukhuset med hjälp av konsultföretaget Boston Consulting Group. Boken beskriver och granskar värdebaserad vård som modell som författarna menar har resulterat i att fler patienter dör i förtid för att Nya Karolinska inte kan behandla dem tillräckligt fort. Vidare granskas hur modellen infördes trots stark kritik från läkarkåren, de höga konsultarvodena utan fakturaunderlag och de nära kopplingarna mellan högt uppsatta politiker och konsulter.

## Bakgrund
Anna Gustafsson började i sin roll som landstingsreporter på Dagens Nyheter bevaka sjukvården i Stockholm och den pågående omorganiseringen av Nya Karolinska Solna. Efter att ha först skrivit om hur värdebaserad vård infördes på sjukhuset trots stora protester från personalen och de ansenliga konsultarvoden som betalades ut, påbörjade hon ett samarbete med Lisa Röstlund som tillsammans fortsatte granskningen och skrev boken.

## Innehåll

### Granskning av BCGs involvering
Granskningen av BCG inriktar sig främst på de höga konsultarvodena, det potentiella jävet, samt marknadsföringen av och implementering av värdebaserad vård. Totalt fakturerade BCG Karolinska universitetssjukhuset över en kvarts miljard kronor över en sexårsperiod. Detta samtidigt som flera inom Karolinska universitetssjukhusets styrelse och ledning hade kopplingar till BCG. Däribland produktionsdirektör Andreas Ringman Uggla som rekryterades direkt från BCG, styrelseledamot Anders Ekblom som i sin roll som tidigare Sverige-VD för Astra Zeneca varit med och marknadsfört värdebaserad vård tillsammans med BCG och styrelseledamot Mikael Lövgren tidigare varit Nordenchef för BCG. Förutom att konsultarvodena var betydligt högre än anbud från övriga konsultbyråer, kritiseras BCG för bristande fakturaunderlag då det inte framgick vilken konsult som arbetat, hur många timmar den arbetat och vem som attesterat fakturan. Samtliga då punkter som krävdes av det ramavtal regionen hade satt upp för konsultarbete.
BCG beskrivs ha haft en central roll i marknadsföringen av värdebaserad vård med de uppmärksammade egenproducerade rapporterna Lever svensk sjukvård på lånad tid? och Nationell strategi för Sverige. Rapporterna kritiseras för att vilseleda läsaren genom att bland annat framställa mer omfattande definitioner av sjukvårdskostnader i Statistiska centralbyråns senare års statistik som en trendökning. Det av BCG grundade bolaget International Consortium for Health Outcomes Measurement (Ichom) tas även upp.
När det kommer till själva implementeringen beskrivs en tystnadskultur som BCG etablerade genom att bestraffa dem som ifrågasatte värdebaserad vård via lön och schemaläggning och genom att felaktigt påstå att det var olagligt att läcka information om missförhållanden till pressen.

### Granskning av värdebaserad vård
Värdebaserad vård kritiseras för att sakna evidens för att fungera som sjukvårdsmodell innan det infördes och för att ha fått diametralt motsatta effekter än vad som utlovats. Istället för att få kontroll över ekonomin blev det i praktiken alltför invecklat att tillskriva kostnader till specifika patienter och kraven på bokföring innebar en enorm administrativ börda. Istället för att patienten hamnade i centrum, resulterade ersättandet av kliniker med teman och flöden i att patienter utan fastställd diagnos och multisjuka patienter hamnar i ett limbo där olika flöden får svårt att samarbeta på grund av skilda budgetar.

### Granskning av offentlig-privat samverkan
Utöver värdebaserad vård granskar författarna användandet av offentlig-privat samverkan (OPS) som finansieringsmodell för byggandet av Nya Karolinska Solna. Enligt författarna fanns det enighet i regionfullmäktige i Stockholm att ett nytt sjukhus skulle byggas, men inte hur det skulle finansieras. Trots att två tidigare regionala utredningar varnat för att OPS skulle leda till ökade kostnader, drev den borgerliga landstingsmajoriteten, ledd av Moderaterna, och finanslandstingsrådet Catharina Elmsäter-Svärd igenom beslutet att ändå gå vidare med modellen. Detta uppbackades av två separata av utredningar från EY och Pwc som tvärt emot de regionala utredningarna menade att modellen garanterade budgetkontroll och att tidsramen följdes.
Skanska och riskkapitalbolaget Innisfree projektbolag Swedish Hospital Partner (SHP) vann upphandlingen som enda budgivare och med den totala kostnaden på 57 miljarder kronor, inklusive fastighetsdrift och underhåll till 2040, bekräknas Nya Karolinska Solna bli ett av världens dyraste sjukhus. Även om det förnekas av SHP:s VD Ulf Norehn beskriver författarna hur en problematik kring vattenläckor och felbyggda badrum var en direkt konsekvens av OPS där riskkapitalens höga vinstmarginaler skapar incitament för fuskbyggen.

## Kritik
Boken blev recenserad i flera dagstidningar och togs emot väl. Läkartidningen uppmärksammade framförallt dess granskning av värdebaserad vård och menade att boken borde göras till obligatorisk läsning i chefs- och ledarutbildningar inom sjukvården.
Boken nominerades till Guldspaden 2019 och Stora journalistpriset 2020.